# Jawoldo
Jawoldo är en ö i Sydkorea.   Den ligger i provinsen Incheon, i den nordvästra delen av landet, 70 km sydväst om huvudstaden Seoul.